# Hydrophorus vaalensis
Hydrophorus vaalensis är en tvåvingeart som beskrevs av Octave Parent 1954. Hydrophorus vaalensis ingår i släktet Hydrophorus och familjen styltflugor. Inga underarter finns listade i Catalogue of Life.